# Lotta libera ai Giochi della XXVIII Olimpiade - 60 kg maschile
Il torneo si è svolto il 28 e il 29 agosto.
Legenda:
- TO — Vittoria per KO
- SP — Vittoria di superiorità, 10 punti di differenza, sconfitto con punti
- ST — Vittoria di superiorità, 10 punti di differenza, sconfitto senza punti
- PP — Vittoria ai punti, sconfitto con punti tecnici
- PO — Vittoria ai punti, sconfitto senza punti tecnici
- PA — Vittoria per squalifica dell'avversario
- DQ — Vittoria per rinuncia dell'avversario
- CP — Punti di classifica
- TP — Punti tecnici

## Gironi di qualificazione

### Girone 1
| Posizione | Lottatore         | Paese        | W | L | CP | TP |
| --------- | ----------------- | ------------ | - | - | -- | -- |
| 1         | Vasyl Fedoryshyn  | Ucraina      | 2 | 0 | 6  | 8  |
| 2         | Ulan Nadurbek Ulu | Kirghizistan | 1 | 1 | 4  | 6  |
| 3         | Gergõ Wöller      | Ungheria     | 0 | 2 | 0  | 0  |

| Rosso             | Blu               | CP  |    | TP  |
| ----------------- | ----------------- | --- | -- | --- |
| Ulan Nadurbek Ulu | Gergõ Wöller      | 3-0 | PO | 3-0 |
| Vasyl Fedoryshyn  | Ulan Nadurbek Ulu | 3-1 | PP | 5-3 |
| Gergõ Wöller      | Vasyl Fedoryshyn  | 0-3 | PO | 0-3 |

### Girone 2
| Posizione | Lottatore         | Paese   | W | L | CP | TP |
| --------- | ----------------- | ------- | - | - | -- | -- |
| 1         | Guivi Sissaouri   | Canada  | 2 | 0 | 6  | 13 |
| 2         | Mourad Oumakhanov | Russia  | 1 | 1 | 4  | 7  |
| 3         | Tevfik Odabaşı    | Turchia | 0 | 2 | 2  | 6  |

| Rosso             | Blu               | CP  |    | TP  |
| ----------------- | ----------------- | --- | -- | --- |
| Mourad Oumakhanov | Tevfik Odabaşı    | 3-1 | PP | 5-2 |
| Guivi Sissaouri   | Mourad Oumakhanov | 3-1 | PP | 8-2 |
| Tevfik Odabaşı    | Guivi Sissaouri   | 1-3 | PP | 4-5 |

### Girone 3
| Posizione | Lottatore       | Paese    | W | L | CP | TP |
| --------- | --------------- | -------- | - | - | -- | -- |
| 1         | Yandro Quintana | Cuba     | 2 | 0 | 6  | 6  |
| 2         | Sushil Kumar    | India    | 1 | 1 | 3  | 9  |
| 3         | Ivan Djorev     | Bulgaria | 0 | 2 | 0  | 0  |

| Rosso           | Blu             | CP  |    | TP  |
| --------------- | --------------- | --- | -- | --- |
| Yandro Quintana | Ivan Djorev     | 3-0 | PO | 3-0 |
| Sushil Kumar    | Yandro Quintana | 0-3 | PO | 0-3 |
| Ivan Djorev     | Sushil Kumar    | 0-3 | PO | 0-9 |

### Girone 4
| Posizione | Lottatore              | Paese       | W | L | CP | TP |
| --------- | ---------------------- | ----------- | - | - | -- | -- |
| 1         | David Pogosian         | Georgia     | 2 | 0 | 6  | 7  |
| 2         | Oyuunbileg Purevbaatar | Mongolia    | 1 | 1 | 4  | 5  |
| 3         | Eric Guerrero          | Stati Uniti | 0 | 2 | 2  | 2  |

| Rosso                  | Blu                    | CP  |    | TP  |
| ---------------------- | ---------------------- | --- | -- | --- |
| Oyuunbileg Purevbaatar | David Pogosian         | 1-3 | PP | 2-4 |
| Eric Guerrero          | Oyuunbileg Purevbaatar | 1-3 | PP | 1-3 |
| David Pogosian         | Eric Guerrero          | 3-1 | PP | 3-1 |

### Girone 5
| Posizione | Lottatore            | Paese   | W | L | CP | TP |
| --------- | -------------------- | ------- | - | - | -- | -- |
| 1         | Masoud Mostafa Jokar | Iran    | 2 | 0 | 6  | 11 |
| 2         | Besik Aslanasvili    | Grecia  | 1 | 1 | 4  | 7  |
| 3         | Sahit Prizreni       | Albania | 0 | 2 | 1  | 2  |

| Rosso                | Blu                  | CP  |    | TP  |
| -------------------- | -------------------- | --- | -- | --- |
| Sahit Prizreni       | Besik Aslanasvili    | 1-3 | PP | 2-5 |
| Masoud Mostafa Jokar | Sahit Prizreni       | 3-0 | PO | 8-0 |
| Besik Aslanasvili    | Masoud Mostafa Jokar | 1-3 | PP | 2-3 |

### Girone 6
| Posizione | Lottatore          | Paese         | W | L | CP | TP |
| --------- | ------------------ | ------------- | - | - | -- | -- |
| 1         | Kenji Inoue        | Giappone      | 2 | 1 | 8  | 22 |
| 2         | Jung Young-Ho      | Corea del Sud | 2 | 1 | 8  | 23 |
| 3         | Lubos Cikel        | Austria       | 1 | 2 | 4  | 9  |
| 4         | Damir Zakhartdinov | Uzbekistan    | 1 | 2 | 4  | 13 |

| Rosso              | Blu                | CP  |    | TP   |
| ------------------ | ------------------ | --- | -- | ---- |
| Lubos Cikel        | Jung Young-Ho      | 1-3 | PP | 3-4  |
| Damir Zakhartdinov | Kenji Inoue        | 3-1 | PP | 3-2  |
| Lubos Cikel        | Damir Zakhartdinov | 3-1 | PP | 6-5  |
| Jung Young-Ho      | Kenji Inoue        | 1-3 | PP | 2-7  |
| Lubos Cikel        | Kenji Inoue        | 0-4 | ST | 0-13 |
| Jung Young-Ho      | Damir Zakhartdinov | 4-0 | TO | 4:21 |

## Tabellone a eliminazione
|  | Quarti di finale     | Quarti di finale     |                           |                           | Semifinali       | Semifinali |  |  | Finale         | Finale |
|  |                      |                      |                           |                           |                  |            |  |  |                |        |
|  | 28 agosto 2004       |                      |                           |                           |                  |            |  |  |                |        |
|  |                      |                      |                           |                           |                  |            |  |  |                |        |
|  | Vasyl Fedoryshyn     | 6                    |                           |                           |                  |            |  |  |                |        |
|  | Vasyl Fedoryshyn     | 6                    | 29 agosto 2004            |                           |                  |            |  |  |                |        |
|  | Guivi Sissaouri      | 0                    |                           |                           |                  |            |  |  |                |        |
|  | Guivi Sissaouri      | 0                    | Vasyl Fedoryshyn          | 1                         |                  |            |  |  |                |        |
|  | 28 agosto 2004       |                      | Vasyl Fedoryshyn          | 1                         |                  |            |  |  |                |        |
|  |                      | Yandro Quintana      | 3                         |                           |                  |            |  |  |                |        |
|  | Yandro Quintana      | Yandro Quintana      | 3                         | 5                         |                  |            |  |  |                |        |
|  | Yandro Quintana      |                      | 29 agosto 2004            | 5                         |                  |            |  |  |                |        |
|  | David Pogosian       | 0                    |                           |                           |                  |            |  |  |                |        |
|  | David Pogosian       | 0                    | Yandro Quintana           | 4                         |                  |            |  |  |                |        |
|  | 28 agosto 2004       |                      | Yandro Quintana           | 4                         |                  |            |  |  |                |        |
|  |                      | Masoud Mostafa Jokar | 0                         |                           |                  |            |  |  |                |        |
|  | Masoud Mostafa Jokar | Masoud Mostafa Jokar | 0                         |                           |                  |            |  |  |                |        |
|  | 29 agosto 2004       |                      |                           |                           |                  |            |  |  |                |        |
|  | bye                  |                      |                           |                           |                  |            |  |  |                |        |
|  | Masoud Mostafa Jokar | 5                    | Finale per il terzo posto | Finale per il terzo posto |                  |            |  |  |                |        |
|  | Masoud Mostafa Jokar | 5                    | Finale per il terzo posto | Finale per il terzo posto | 28 agosto 2004   |            |  |  |                |        |
|  |                      | Kenji Inoue          | 4                         |                           |                  |            |  |  |                |        |
|  | Kenji Inoue          | Kenji Inoue          | 4                         |                           | Vasyl Fedoryshyn | 5          |  |  |                |        |
|  | Kenji Inoue          |                      |                           |                           | Vasyl Fedoryshyn | 5          |  |  |                |        |
|  | bye                  |                      |                           | Kenji Inoue               | 6                |            |  |  |                |        |
|  | bye                  |                      |                           | Kenji Inoue               | 6                |            |  |  |                |        |
|  |                      |                      |                           |                           |                  |            |  |  | 29 agosto 2004 |        |
|  |                      |                      |                           |                           |                  |            |  |  |                |        |